# Slaget ved Edson's Ridge
Slaget ved Edson's Ridge som også kendes under navnene Battle of Edson's Ridge, Battle of the Bloody Ridge, Battle of Raiders Ridge og Battle of the Ridge var et landslag i Stillehavskrigen under 2. verdenskrig mellem Kejserriget Japan og de Allierede. Slaget blev udkæmpet 12. – 14. september 1942 på øen Guadalcanal i Salomonøerne og var den anden af tre store japanske landoffensiver under Slaget om Guadalcanal.
Under slaget slog amerikanske marineinfanterister under overordnet kommando af generalmajor Alexander Vandegrift et angreb fra den 35. japanske infanteribrigade under kommando af generalmajor Kiyotake Kawaguchi. Marineinfanterister forsvarede Lunga-perimeteren som dækkede flyvepladsen Henderson Field på Guadalcanal, efter at den var blevet erobret fra japanerne under de Allieredes landgang på Guadalcanal den 7. august 1942. Kawaguchi's styrker blev sendt til Guadalcanal som reaktion på de Allieredes landgang med den opgave at generobre flyvepladsen og fordrive de allierede styrker fra øen.
Japanerne undervurderede styrken af de allierede styrker på Guadalcanal – omkring 12.000 mod Kawaguchis ca. 6.000 soldater – og gennemførte adskillige frontale angreb på de allierede stillinger om natten. Det japanske hovedangreb fandt sted omkring Lunga-højderyggen syd for Henderson Field, som blev forsvaret af tropper fra adskillige marineenheder, fortrinsvis 1. Raider og 1. faldskærmsbataljon under oberstløjtnant Merritt A. Edson. Selv om marineinfanteristernes stillinger omtrent blev løbet over ende blev Kawaguchis styrke til sidst besejret med store tab for japanerne til følge.
På grund af den nøglerolle, som Edsons enhed spillede i forsvaret af højderyggen blev den i almindelighed omtalt som "Edson's Ridge" (højderyg) i kilderne om slaget. Efter slaget ved Edson's Ridge fortsatte japanerne med at sende tropper til Guadalcanal til nye forsøg på at generobre Henderson Field, hvilket fik betydning for de andre offensive japanske områder i andre dele af Oceanien.

## Baggrund

### Felttoget på Guadalcanal
Den 7. august 1942 gik allierede tropper i land på Guadalcanal, Tulagi og Floridaøerne i Salomonøerne. Formålet med disse landgange var at undgå at japanerne kunne bruge dem som baser som kunne true de allierede forsyningslinjer mellem USA og Australien. De havde også til formål at sikre et udgangspunkt for et felttog, som skulle neutralisere den store japanske base i Rabaul og støtte de Allieredes felttog på Ny Guinea. Landsætningerne blev begyndelsen på Slaget om Guadalcanal, som kom til at vare i 6 måneder.
De Allierede overraskede japanerne og ved aftenstid den 8. august havde de Allierede sikret sig Tulagi og de omkringliggende småøer foruden den flyveplads, som var under etablering ved Lunga Point (9°25′45″S 160°3′4″Ø / 9.42917°S 160.05111°Ø) på Guadalcanal. Vandegrift opstillede sine 11.000 mand fra 1. marinedivision på Guadalcanal rundt om flyvepladsen ved Lunga Point.
Den 12. august blev flyvepladsen navngivet Henderson Field efter major Lofton Henderson en flådepilot, som var blevet dræbt under slaget om Midway. De allierede fly og piloter som efterfølgende opererede fra Henderson Field blev kaldt "Cactus Air Force" efter det allierede kodenavn for Guadalcanal.
Som svar på de allierede landsætninger på Guadalcanal gav den japanske overkommando 17. armé, der havde base ved Rabaul (4°11′56″S 152°9′57″Ø / 4.19889°S 152.16583°Ø) og var under kommando af generalløjtnant Harukichi Hyakutake til opgave at generobre Guadalcanal. 17. armé som reelt kun var et armékorps i størrelse var stærkt involveret i det japanske felttog på Ny Guinea og havde derfor kun få enheder til rådighed, som kunne sendes til de sydlige Salomonøer. Blandt disse var 35. infanteribrigade under generalmajor Kiyotake Kawaguchi, som var stationeret på Palau, 4. infanteriregiment, som var i Filippinerne og 28. infanteriregiment under oberst Kiyonao Ichiki, der var om bord på transportskibe nær Guam. De forskellige enheder begyndte straks at bevæge sig i retning af Guadalcanal. Ichikis regiment, der var det nærmeste, ankom først. Den første gruppe fra Ichikis enhed med omkring 917 soldater blev landsat fra destroyere ved Taivu Point (9°24′38″S 160°20′56″Ø / 9.41056°S 160.34889°Ø) omkring 30 km øst for Lunga Point den 19. august.
Japanerne undervurderede de Allieredes styrke på Guadalcanal og Ichikis første gruppe gennemførte et natligt frontalangreb på marineinfanteristernes stillinger ved Alligator Creek på den østlige side af Lungastillingen tidligt om morgenen den 21. august. Angrebet blev slået tilbage med frygtelige tab blandt angriberne i det der senere blev kaldt slaget ved Tenaru: kun 128 af de 917 mand i første gruppe overlevede slaget. De overlevende vendte tilbage til Taivu Point, meddelte 17. armé at de havde tabt slaget og afventede forstærkninger og ordrer fra Rabaul.
Den 23. august var Kawaguchis enhed nået til Truk og var gået om bord på langsomme transportskibe, som skulle sejle dem resten af vejen til Guadalcanal. På grund af skader forårsaget af allierede luftangreb til en anden troppekonvoj under slaget øst for Salomonøerne, besluttede japanerne ikke at sejle Kawaguchis tropper til Guadalcanal på langsomme transportskibe. I stedet blev skibene med Kawaguchis soldater sendt til Rabaul. Herfra planlagde japanerne at overføre Kawaguchis mænd til Guadalcanal med destroyere som samledes ved den japanske flådebase på Shortlandøerne. De japanske destroyere kunne i reglen sejle frem og tilbage til Guadalcanal gennem "revnen" på en enkelt nat, hvilket betød at de var mindst muligt udsat for allierede luftangreb. Hovedparten af soldaternes tunge udstyr og forsyninger, såsom tungt artilleri, køretøjer, mad og ammunition kunne ikke medbringes. Disse hurtige konvojer af destroyere, som blev brugt under hele felttoget, blev senere kaldt for "Tokyo Express" af de Allierede og "Rottetransport" af japanerne. Japanerne havde kontrollen over farvandet omkring Salomonøerne om natten og blev ikke udfordret af de Allierede, men ethvert japansk skib, som var indenfor rækkevidde af allierede fly på Henderson Field i dagslys (ca. 320 km) var i stor fare for ødelæggende angreb. Denne besynderlige taktiske situation eksisterede i adskillige måneder.

### Troppebevægelser
Den 28. august gik 600 af Kawaguchis tropper om bord på destroyerne Asagiri, Amagiri og Shirakumo som fik betegnelsen Destroyerdivision 20 (DD20). På grund af mangel på brændstof kunne DD20 ikke sejle hele vejen til Guadalcanal og tilbage i høj fart i løbet af en nat, men måtte starte turen tidligere så de kunne afslutte turen den følgende morgen ved lavere hastighed og derved spare brændstof. Klokken 18:05 opdagede og angreb 11 amerikanske styrtbombefly fra VMSB-232 under kommando af oberstløjtnant Richard Mangrum, der var startet fra Henderson Field, DD20 omkring 110 km nord for Guadalcanal. Asagiri blev sænket og Yugiri og Shirakumo kraftigt beskadiget. Amagiri tog Shirakumo på slæb og de tre destroyere nåede tilbage til Shortlandøerne uden at have landsat tropperne. Angrebet på DD20 kostede 62 af Kawaguchis soldater og 94 besætningsmedlemmer livet.
Senere "Tokyo Express"-missioner var mere vellykkede. Mellem 29. august og 4. september lykkedes det forskellige lette krydsere, destroyere og patruljebåde at landsætte næsten 5.000 namd ved Taivu Point, herunder hele 35. infanteribrigade, en bataljon af Aoba-regimentet og resten af Ichikis regiment. General Kawaguchi, som gik i land ved Taivu Point den 31. august, fik kommandoen over alle de japanske tropper på Guadalcanal. Om natten mellem den 4. og 5. september, da tre destroyere fra Tokyo Express – Yudachi, Hatsuyuki og Murakumo — forberedte sig på at beskyde Henderson Field efter at have landsat deres tropper, opdagede og sænkede de to amerikanske skibe i området, de små gamle destroyere USS Little og Gregory, der blev anvendt som hurtige troppetransportskibe af de Allierede i Guadalcanal/Tulagi området.
På trods af de vellykkede landsætninger fra destroyerne insisterede Kawaguchi på at så mange tropper som muligt fra hans brigade skulle overføres til Guadalcanal med langsomme pramme. Derfor afsejlede en konvoj med 1.100 af Kawaguchis tropper og tungt udstyr på 61 pramme fra nordkysten af øen Santa Isabel den 2. september. Den 4.-5. september angreb fly fra Henderson Field konvojen og dræbte omkring 90 soldater og ødelagde en stor del af det tunge udstyr. Hovedparten af de resterende 1.000 soldater kunne gå i land ved Kamimbo (9°15′32″S 159°40′18″Ø / 9.25889°S 159.67167°Ø), vest for Lunga perimeteren i løbet af de følgende dage. Den 7. september havde Kawaguchi 5.200 soldater ved Taivu Point og 1.000 vest for Lunga perimeteren. Kawaguchi var så sikker på at han kunne besejre de allierede styrker, at han afslog et tilbud fra 17. armé om forstærkninger på yderligere en infanteribataljon. Kawaguchi troede at der var omkring 2.000 amerikanske marineinfanterister på Guadalcanal.
I denne periode fortsatte Vandegrift med at lede arbejdet med at styrke og forbedre Lunda stillingen.
Mellem den 21. august og 3. september flyttede han tre bataljoner, heriblandt 1. raiderbataljon under oberstløjtnant Merritt A. Edson (Edson's Raiders) og 1. faldskærmsbataljon fra Tulagi og Gavutu til Guadalcanal. Disse enheder føjede omkring 1.500 mand til Vandegrifts oprindelige 11.000 mand omkring Henderson Field. 1. faldskærmsbataljon, som havde lidt svære tab under slaget om Tulagi og Gavutu-Tanambogo i august, blev underlagt Edsons kommando.

## Slaget

### Optakt
Kawaguchi fastsatte datoen for sit angreb på Lungaperimeteren til den 12. september og begyndte at flytte sine tropper vestpå fra Taivu mod Lunga Point den 5. september. Han kontaktede 17. armé og anmodede om luftangreb mod Henderson Field fra den 9. september og at krigsskibe blev stationeret ud for Lunga Point den 12. september for at "ødelægge ethvert amerikansk fartøj som forsøgte at flygte fra øen." Den 7. september udstedte Kawaguchi sin angrebsplan om at "nedkæmpe og slå fjenden på flugt i området ved flyvepladsen på Guadalcanal." Kawaguchis plan gik ud på at dele hans styrker i tre, nærme sig Lungaperimeteren fra landsiden og indlede et overraskelsesangreb om natten. Okas styrke skulle angribe perimeteren vestfra mens Ichikis anden gruppe – som var blevet omdøbt til Kumabataljonen – skulle angribe fra øst. Hovedangrebet skulle udføres af Kawaguchis styrke, som var på 3.000 mand fordelt på 3 bataljoner, som skulle angribe sydfra. Den 7. september begyndte de fleste af Kawaguchis tropper at marchere fra Taivu mod Lunga Point langs kysten. Omkring 250 japanske tropper blev tilbage for at bevogte brigadens forsyningsbase ved Taivu.
I mellemtiden havde indfødte spejdere fra øen – under ledelse af den britiske regeringsembedsmand og officer i det britiske protektorat Salomonøernes forsvarsstyrke Martin Clemens fortalt marineinfanteristerne om at der var japanske tropper nær landsbyen Tasimboko, omkring 27 km øst for Lunga. Edson indledte et angreb på de japanske tropper ved Taivu. Destroyer-transportskibene USS McKean og Manley samt to patruljebåde sejlede 813 af Edsons mænd til Taivu af to omgange. Edson og hans første bølge med 501 soldater gik i land ved kl. 5.20 (lokal tid) den 8. september. Støttet af fly fra Henderson Field og artilleri fra transportdestroyerne rykkede Edsons mænd frem mod landsbyen Tasimboko, men blev sinket af japansk modstand. Klokken 11 gik resten af Edsons styrke i land, og med disse forstærkninger og yderligere støtte fra flyene på Henderson Field trængte Edsons styrke ind i landsbyen. De japanske forsvarere, som troede at en større landgang var i gang efter at have observeret en allieret forsyningskonvoj på vej mod Lunga Point, trak sig tilbage ind i junglen og efterlod 27 døde. To marineinfanterister blev dræbt.
I Tasimboko opdagede Edsons tropper forsyningsbasen for Kawaguchis styrker, heriblandt store lagre af fødevarer, ammunition og lægemidler samt en kortbølgeradio. Marineinfanteristerne tog dokumenter, udstyr og fødevarer og ødelagde resten hvorefter de tog tilbage til Lungastillingen kl. 17:30. Mængden af fødevarer og efterretninger fra de indsamlede dokumenter viste, at mindst 3.000 japanske soldater var på øen og tilsyneladende planlagde et angreb.
Edson og oberst Gerald Thomas, Vandegrifts operationschef, forventede at angrebet ville komme ved Lunga-højderyggen, en snæver græsklædt 1.000 meter lang koral højderyg (9°26′39″S 160°2′50″Ø / 9.44417°S 160.04722°Ø) som forløber parallelt med Lungafloden lige syd for Henderson Field. Højderyggen var en naturlig adgangsvej til flyvepladsen, dominerede det omkringliggende område og blev næsten ikke forsvaret. Edson og Thomas forsøgte at overtale Vandegrift til at flytte tropper hen for at forsvare højderyggen, men Vandegrift afslog, da han mente at det var mere sandsynligt at japanerne ville angribe langs kysten. Til sidst overbeviste Thomas Vandegrift om at højderyggen var et godt sted at placere Edsons Raiders så de kunne hvile ud efter de kampe de havde været igennem den foregående måned. Den 11. september gik de 840 mand i Edsons enhed – som bestod af 1. Raiders og faldskærmstropperne – i stilling på og omkring højderyggen og forberedte sig på at forsvare den.
Kawaguchis centrale styrke planlagde rent faktisk at angribe Lungaperimeteren ved højderyggen, som de kaldte for "tusindbenet" (mukade gata) på grund af dens form. Den 9. september forlod Kawaguchis tropper kysten ved Koli Point. Opdelt i fire kolonner marcherede de ind i junglen mod deres tildelte angrebspunkter syd og sydøst for flyvepladsen. Mangel på gode kort og mindst et misvisende kompas samt tyk næsten uigennemtrængelig jungle betød at de japanske kolonner måtte zigzagge og kun kom langsomt fremad. Samtidig nærmede Okas tropper sig Lungaperimeteren vest fra. Oka havde nogle efterretninger om marineinfanteriets stillinger fra en amerikansk pilot, som var blevet taget til fange den 30. august.
I løbet af den 12. september kæmpede Kawaguchis tropper sig gennem junglen mod deres samlingsområder forud for nattens angreb. Kawaguchi ville have at de tre bataljoner i den centrale styrke skulle være på plads kl. 14, men de nåede først frem til deres samlingsområder efter kl. 22. Oka blev også forsinket i sin fremrykning mod marinerne i vest. Kun Kumabataljonen meddelte at den var på plads til tiden. Trods problemerne med at nå frem til de planlagde angrebsstillinger bevarede Kawaguchi troen på sin angrebsplan fordi en tilfangetaget amerikansk pilot afslørede, at højderyggen var den svageste del af marineinfanteriets linje. Japanske bombefly angreb højderyggen i dagtimerne den 11. og 12. september, men forårsagede kun små tab, herunder 2 dræbte.

### Den første nats kampe
Amerikanerne havde kendskab til at japanerne var i anmarch, dels fra indfødte spejdere og dels fra egne patruljer, men de vidste ikke præcis hvor og hvornår japanerne ville angribe. Højderyggen hvor Edson placerede sine mænd bestod af tre bakketoppe. Længst mod syd og omgivet af tæt jungle på tre sider lå Hill 80 (der blev kaldt således fordi den nåede en højde på 80 fod (18m) over havets overflade). 550 meter længere mod nord lå Hill 123 (37 m), som var det højeste punkt på højderyggen. Den nordligste bakke var ikke navngivet, men var omkring 18 m høj. Edson placerede de fem kompagnier fra Raider-bataljonen på den vestlige side af højderyggen og de tre kompagnier fra faldskærmsbataljonen på den østlige side, så der var forsvar i dybden mellem Hill 80 og Hill 123. To af de fem Raider-kompagnier, "B" og "C", forsvarede en linje mellem højderyggen en lille sumpet lagune og Lungafloden. Maskingeværgrupper fra "E" kompagniet var spredt ud over linjen. Edson placerede sin kommandopost på Hill 123.
Klokken 21:30 den 12. september beskød den japanske krydser Sendai og tre destroyere Lungaperimeteren i 20 minutter og oplyste højderyggen med et søgelys. Japansk artilleri begyndte at beskyde marineinfanteristernes stillinger, men gjorde ikke megen skade. Samtidig begyndte spredte grupper af Kawaguchis tropper at udveksle ild med marinetropperne ved højderyggen. Kawaguchis 1. bataljon under major Yukichi Kokusho angreb Raidernes "C" kompagni mellem lagunen og Lungafloden. De løb mindst en deling over ende og tvang kompagniet til at trække sig tilbage til højderyggen. Kokushos folk blev blandet med tropper fra Kawaguchis 3. bataljon under oberstløjtnant Kusukichi Watanabe, som stadig kæmpede for at nå frem til deres angrebsstillinger og den forvirring det afstedkom stoppede i praksis det japanske angreb på højderyggen den nat. Kawaguchi, som havde vanskeligheder med at stedfæste hvor han befandt sig i forhold til marineinfanteristernes linje og med at koordinere sine troppers angreb, klagede senere over at "på grund af den djævelske jungle var brigaden spredt over det hele, og var helt udenfor min kontrol. I hele mit liv har jeg aldrig været så skuffet og hjælpeløs".
12 amerikanske marineinfanterister blev dræbt. De japanske tab er ikke kendt, men var muligvis noget større. Selv om såvel Okas enhed i vest og Kuma-enheden i øst forsøgte at angribe marinernes linjer den nat, lykkedes det dem ikke at komme i kontakt med amerikanerne, og de gjorde holdt nær marinekorpsets linjer ved daggry.
Da det blev lyst den 13. september begyndte fly fra Cactus Air Force og marinekorpsets artilleri at beskyde området lige syd for højderyggen, hvilket tvang alle japanere i åbent terræn til at søge tilflugt i den nærliggende jungle. Japanerne havde adskillige døde og sårede heriblandt to officerer fra Watanabes bataljon. Klokken 5:50 besluttede Kawaguchi at omgruppere sine styrker til et nyt angreb samme aften.

### Den anden nats kampe på højderyggen
I forventning om at japanerne ville angribe igen om aftenen gav Edson sine tropper besked på at forbedre deres stillinger på og omkring højderyggen. Efter at to kompagnier havde gjort et mislykket forsøg på at generobre det område på marineinfanteriets højre flanke, som var gået tabt natten før,
flyttede Edson rundt på sine styrker. Han trak sin front ca. 350 meter tilbage til en linje, som strakte sig omkring 1.600 meter fra Lungafloden hen over højderyggen ca. 135m syd for Hill 123. Omkring og bag Hill 123 placerede han 5 kompagnier. Enhver japaner som kom op over Hill 80 ville være tvunget til at rykke 350m frem over åbent terræn for at nå marineinfanteriets stillinger på Hill 123. Da de kun havde få timer til forberedelserne, kunne marineinfanteristerne kun etablere rudimentære og lave befæstninger. De manglede ammunition og havde kun 1 eller 2 håndgranater pr. mand. Vandegrift gav en reservestyrke, som bestod af 2. bataljon af 5. marineregiment til at gå i stilling lige bag Edsons tropper. Et batteri med fire 105 mm haubitser fra 11. marineregiment blev flyttet til en stilling, hvor den kunne yde direkte ildstøtte til højderyggen, og en fremskudt artilleriobservatør blev placeret sammen med Edsons frontenheder.
Sidst på eftermiddagen stillede Edson sig op på en granatkasse og talte sin udmattede tropper. Han sagde bl.a.:
| Citat | I mænd har gjort en stor indsats, og jeg har kun en ting mere at bede jer om. Hold ud bare en nat mere. Jeg ved, at vi ikke har sovet længe; men vi venter et nyt angreb fra dem i nat og det er muligt, at det kommer her. Jeg er sikker på, at der kommer afløsning for os alle i morgen. | Citat |
|       | |       |

Edsons tale styrkede kampånden blandt hans Raiders og hjalp dem med mentalt at forberede sig på den kommende nat.
Da solen gik ned den 13. september stod Kawaguchi med 3.000 mand fra sin brigade foruden forskelligt let artilleri overfor Edsons 830 marineinfanterister. Natten var sort, der var ingen måne. Klokken 21 bombarderede 7 japanske destroyere kortvarigt højderyggen. Kawaguchis angreb begyndte lige efter at natten var faldet på med at Kokushos bataljon angreb B-kompagniet af Raiderne på marineinfanteriets højre flanke lige vest for højderyggen. Styrken i angrebet fik B-kompagniet til at falde tilbage til Hill 123. Under beskydning fra marinekorpsets artilleri fik Kokusho samling på sine tropper og fortsatte sit angreb. Japanerne gav sig ikke tid til at angribe de andre marineenheder i nærheden, som nu havde ubeskyttede flanker. I stedet strømmede Kokushos enhed fremad gennem det sumpede lavland mellem højderyggen og floden i retning af flyvepladsen. Kokushos mænd stødte på en dynge af marineinfanteriets forsyninger og rationer. Da de ikke havde fået nok at spise i et par dage gav de sig tid til at fylde maven med "C"- og "K"-rationer. Kokusho gav sine mænd ordre til at fortsætte angrebet. Omkring kl. 3 ledte han dem mod de amerikanske enheder, som var i stilling langs den nordlige del af højderyggen lige inden flyvepladsen samt mod Hill 123. I den intense kamp der fulgte blev Kokusho og omkring 100 af hans mænd dræbt, hvilket afsluttede det angreb.
I mellemtiden samledes Kawaguchis 2. bataljon under major Masao Tamura til deres planlagte angreb på Hill 80 fra junglen syd for højderyggen. Marineudkigsposter opdagede Tamuras forberedelser og tilkaldte artilleristøtte. Omkring kl. 22 ramte en spærreild fra tolv 105 mm kanoner Tamuras stilling. Som reaktion angreb 2 kompagnier af Tamuras tropper – omkring 320 mand – op ad Hill 80 med opplantede bajonetter bag deres egen spærreild fra morterer og granater. Tamuras angreb ramte B-kompagniet fra faldskærmsbataljonen og også B-kompagniet fra Raiderne og trængte faldskærmstropperne væk fra højderyggens østlige side ned til et punkt nedenfor højderyggen. For at beskytte det udsatte B-kompagni gav Edson straks ordre til at de skulle trække sig tilbage op på Hill 123.
Samtidig infiltrerede et japansk kompagni fra Watanabes bataljon gennem et hul mellem den østlige side af højderyggen og C-kompagniet fra faldskærmstropperne. Da de vurderede, at deres stilling nu ikke kunne holdes, klatrede B- og C-kompagniet fra faldskærmstropperne op på højderyggen og trak sig tilbage til en position bag Hill 123. I mørket og forvirringen i slaget blev tilbagetoget hurtigt forvirret og uorganiseret. Nogle marineinfanterister begyndte at råbe, at japanerne angreb med giftgas, hvilket skræmte andre marineinfanterister, som ikke længere havde deres gasmasker. Efter at være kommet om bag Hill 123 fortsatte nogle af marineinfanteristerne i retning af flyvepladsen mens de gentog ordet "retræte" til alle som kunne høre dem. Andre marineinfanterister begyndte at følge dem. Netop da det lod til at marineinfanteristerne på bakken var på nippet til at give op og tage flugten dukkede Edson, major Kenneth D. Bailey fra Edsons stab og andre marineofficerer op, og med et malende sprog ledte de marineinfanteristerne tilbage til forsvarsstillingerne omkring Hill 123.
Da marineinfanteristerne dannede en hesteskoformet linje omkring Hill 123 indledte Tamuras bataljon en række frontalangreb mod højen. De angreb toppen fra Hill 80 og op fra den østlige side af højderyggen. Under lyset fra faldskærmsblus nedkastet fra mindst et japansk flydeplan, afviste marineinfanteristerne de første to angreb fra Tamuras mænd. Tamuras tropper slæbte en 75 mm bjergkanon op på toppen af Hill 80 i et forsøg på at skyde direkte mod marineinfanteristerne. Denne kanon, som kunne have været udslagsgivende blev imidlertid sat ud af spillet af en ødelagt slagstift. Under en kort pause i slaget omkring midnat beordrede Edson faldskærmskompagni B og C til at rykke frem fra bag Hill 123 for at styrke hans venstre flanke. Med påsatte bajonetter styrtede faldskærmstropperne frem, dræbte japanske soldater, som havde løbet marineinfanteristernes linjer over ende og tilsyneladende var ved at gøre sig klar til at rulle marinernes linje op fra flanken, og gik i stilling på den østlige side af bakken. Marineinfanterister fra andre enheder, så vel som medlemmer af Edsons kommandostab, heriblandt major Bailey slæbte under beskydning ammunition og granater frem til marineinfanteristerne omkring Hill 123, som i kritisk grad manglede begge dele. Kaptajn William J. McKennan sagde senere: "Japanerne angreb næsten konstant, som regn der stilner af et øjeblik for derefter at strømme stærkere ned ... Når en angrebsbølge var mejet ned, og jeg mener mejet ned, fulgte en anden den i døden."
Japanerne ramte Edsons venstre flanke lige efter at faldskærmstropperne kom i stilling, men blev igen stoppet af riffelild, maskingeværer, morterer og granater. 105 og 75mm artilleri kostede også japanerne store tab. En tilfangetaget japansk soldat sagde senere, at hans enhed blev "udslettet" af
artilleriilden fra marinekorpset, som kun 10% af hans kompagni overlevede.
Klokken 4, efter at have modstået adskillige yderligere angreb, hvor af nogle førte til kampe mand mod mand, og kraftig snigskytteild fra alle sider blev Edsons mænd forstærket med tropper fra 2. bataljon af 5. marineregiment, som hjalp til med at afvise yderligere 2 japanske angreb inden daggry. Igennem hele natten hvor Kawaguchis mænd kom tæt på at gennembryde marinekorpsets forsvar blev Edson stående omkring 20 meter bag marinernes kamplinje på Hill 123, mens han opildnede sine tropper og styrede deres forsvar. Kaptajn i marinekorpset Tex Smith, som kunne se Edson det meste af natten sagde: "Jeg kan sige, at hvis man kan tale om at en mand holdt sammen på en bataljon, så var det det Edson gjorde den nat. Han stod lige bag frontlinjen – stod, da de fleste af os krøb på jorden"."
Under de kraftige kampe var der dele af tre japanske kompagnier, herunder 2 fra Tamuras og 1 fra Wanatabes bataljoner som kun strejfede marineinfanteristernes stillinger på højdedraget. De led store tab fra marinekorpsets kanonild men nåede kanten af "Fighter One", en sekundær landingsbane på Henderson Field. Et modangreb fra marinekorpsets ingeniørtropper stoppede et japansk kompagnis fremrykning og tvang det til at trække sig tilbage. De to andre kompagnier ventede i kanten af junglen på forstærkninger inden de ville angribe ud i det åbne område omkring flyvepladsen. Da der ikke kom forstærkninger, vendte begge kompagnier tilbage til deres oprindelige stillinger syd for højderyggen efter daggry. Det meste af resten af Watanabes bataljon deltog ikke i slaget fordi de mistede kontakten til deres chef i løbet af natten.
Da solen stod op den 14. september var der stadig lommer af japanske soldater spredt langs begge sider af højderyggen, men med Tamuras bataljon ødelagt efter at have mistet ¾ af sine officerer og mænd, og med svære tab i hans andre angrebsenheder, var Kawaguchis angreb på højderyggen i realiteten ovre. Omkring 100 japanske soldater var stadig ude i åbent terræn på den sydlige skråning af Hill 80, hvor de muligvis forberedte endnu et angreb på Hill 123. Ved det første dagslys beskød tre amerikanske fly fra 67. jagereskadrille på Henderson Field efter en personlig anmodning fra Bailey japanerne ved Hill 80 og dræbte de fleste af dem mens de få overlevende trak sig tilbage ind i junglen.

### Kuma og Oka angriber
Mens slaget på højderyggen var i gang angreb Kawaguchis Kuma- og Okaenheder også marinekorpsets stillinger i øst og vest, Kuma bataljonen, der blev anført af major Takeshi Mizuno — angreb den sydøstlige sektor af Lunga perimeteren, som blev forsvaret af 3. bataljon af 1. marineregiment. Mizunos angreb begyndte omkring midnat. Et kompagni angreb gennem granatild fra marinekorpset og kom i nærkamp med marineinfanteristerne inden de blev slået tilbage. Mizuno blev dræbt under angrebet. Efter daggry sendte marineinfanteriet, som mente at resten af Mizunos bataljon stadig var i området, 6 lette kampvogne frem uden infanteristøtte for at rydde området foran deres stillinger. Fire japanske 37 mm panserværnskanoner ødelagde eller beskadigede 3 af dem. Efter at have opgivet deres brændende kampvogne blev adskillige af de beskadigede kampvognes besætningsmedlemmer dræbt af japanerne. En kampvogn styrtede ned ad en skråning og endte i Tenaru floden, hvorved besætningen druknede.
Klokken 23 den 14. september gennemførte resterne af Kumabataljonen et nyt angreb på den samme del af marineinfanteriets linjer, men blev slået tilbage. En sidste svagt angreb fra Kima enheden om aftenne den 15. september blev også slået tilbage.
Okas enhed på omkring 650 mand angreb marineinfanteristerne på flere steder langs den vestlige side af Lunga perimeteren. Omkring kl. 4.00 den 14. september angreb 2 japanske kompagnier stillinger, der blev holdt af 3. bataljon af 5 marineregiment nær kysten og blev slået tilbage med store tab. Et andet japansk kompagni erobrede en lille højderyg et stykke inde i land, men blev herefter udsat for artilleribeskydning hele dagen og led store tab inden de trak sig tilbage om aftenen den 14. september. Resten af Okas enhed fandt aldrig marinekorpsets linjer og deltog ikke i angrebet.

## Efterspil
Klokken 13.05 den 14. september førte Kawaguchi de overlevende fra hans knuste brigade væk fra højderyggen og længere ind i junglen, hvor de hvilede ud og plejede deres sårede hele den følgende dag. Kawaguchis enheder blev derefter beordret til at trække sig tilbage vestpå til floddalen ved Matanikaufloden og slutte sig til Okas enhed, en march på 10 km unit gennem vanskeligt terræn. Kawaguchis tropper indledte marchen om morgenen den 16. september. Næsten alle soldater, som kunne gå, måtte hjælpe til med at bære de sårede. Efterhånden som marchen udviklede begyndte de udmattede og sultne soldater, som havde spist deres sidste rationer den 14. september, at efterlade deres tunge udstyr og derpå deres rifler. Da hovedparten af dem nåede Okas stillinger ved Kokumbona fem dage senere havde kun halvdelen stadig deres våben. Kumabataljonens overlevende forsøgte af følge efter Kawaguchis centrale styrke, men for vild og vandrede rundt i junglen i tre uger og var næsten døde af sult inden de endelig nåede Kawaguchis lejr.
I alt mistede Kawaguchis styrker omkring 830 døde i angrebet, heraf 350 i Tamuras bataljon, 200 i Kokushos bataljon, 120 i Okas styrke, 100 i Kumabataljonen og 60 i Watanabes bataljon. Hertil kom et ukendt antal sårede, som døde under tilbagetrækningen til Matanikau. På og omkring højderyggen optalte marineinfanteristerne 500 døde japanere, heriblandt 200 på skråningerne af Hill 123. Marinekorpset havde 80 døde mellem 12. og 14. september.
Den 17. september sendte Vandegrift to kompagnier fra 1. bataljon af 1. marineregiment af sted for at forfølge japanerne. Marineinfanteristerne faldt i et baghold bestående af 2 japanske kompagnier, som udgjorde bagtroppen under tilbagetrækningen, og en deling marinere sad fast mens resten af marinerne trak sig tilbage. Marinekompagniets chef bad om lov til at forsøge at redde sin deling, men fik afslag af Vandegrift. Da natten faldt på blev delingen løbet over ende og næsten udslettet af japanerne, som dræbte 24 marineinfanterister mens kun nogle få sårede overlevede. Den 20. september stødte en patrulje fra Edsons raiders på omstrejfere fra Kawaguchis kolonne og tilkaldte artilleribeskydning, der dræbte 19 af dem.
Mens japanerne omgrupperede sig vest for Matanikau, koncentrerede amerikanerne sig om at styrke deres stillinger ved Lunga. Den 14. september flyttede Vandegrift yderligere en bataljon (3. bataljon af 2. marineregiment) fra Tulagi til Guadalcanal. Den 18. september ankom der en allieret konvoj med 4.157 mand fra 3. provisoriske marinebrigade (7. marineregiment forstærket med yderligere støtteenheder) til Guadalcanal. Disse forstærkninger gav Vandegrift mulighed for at etablere en ubrudt linje af stillinger hele vejen rundt om Lungaperimeteren fra den 19. september. De næste større sammenstød med japanerne fandt sted langs Matanikaufloden fra 23.-27. september og igen 6.-9. oktober.

## Betydning
Den 15. februar fik general Hyakutake i Rabaul besked om Kawaguchis nederlag, som var det første en så stor enhed fra den japanske hær havde lidt. Generalen videresendte nyheden til overkommandoen i Japan. På et krisemøde konkluderede generalstabene for den japanske hær og flåde at "Guadalcanal kan udvikle sig til krigens afgørende slag". Resultatet af slaget begyndte at have klare strategiske konsekvenser for japanske operationer i andre dele af Stillehavet. Hyakutake erkendte at for at kunne sende tilstrækkelige tropper og materiel for at besejre de allierede styrker på Guadalcanal kunne han ikke længere støtte den store japanske offensiv ved Kokoda-stien i Ny Guinea. Med overkommandoens accept gav Hyukutake sine tropper på Ny Guinea, som var mindre end 50 km fra deres mål Port Moresby, ordre til at trække sig tilbage indtil slaget om Guadalcanal var overstået. Det lykkedes aldrig for japanerne at genoptage deres fremstød mod Port Moresby. Nederlaget på Edsons højderyg bidrog ikke kun til Japans nederlag i slaget om Guadalcanal, men også til Japans endelige nederlag i det sydlige stillehav.
Efter at have overført yderligere styrker i løbet af den følgende måned, indledte japanerne en stor landoffensiv på Guadalcanal, anført af Hyakutake, i slutningen af oktober 1942 under slaget om Henderson Field, men det førte til et endnu mere afgørende nederlag for japanerne. Vandegrift sagde senere, at Kawaguchis angreb på højderyggen i september var det eneste tidspunkt under hele slaget hvor han var i tvivl om udfaldet, og at hvis det var lykkedes "ville vi have været i en temmelig vanskelig situation." Historikeren Richard B. Frank tilføjer: "Japanerne kom aldrig tættere på en sejr på selve øen end i september 1942 på en højderyg som stak op af junglen lige syd for den afgørende flyveplads, og som lige siden har været kendt som Bloody Ridge."

## Yderligere læsning
- Hoffman, Jon T. (2001). Once a Legend: Red Mike Edson of the Marine Raiders. Presidio Press. ISBN 0-89141-732-X.
- Rottman, Gordon L.; Dr. Duncan Anderson (consultant editor) (2005). Japanese Army in World War II: The South Pacific and New Guinea, 1942–43. Oxford and New York: Osprey. ISBN 1-84176-870-7. {{cite book}}: |author2= har et generisk navn (hjælp)
- Smith, George W. (2003). The Do-or-Die Men: The 1st Marine Raider Battalion at Guadalcanal. Pocket. ISBN 0-7434-7005-2.
- Tregaskis, Richard (1943). Guadalcanal Diary. Random House. ISBN 0-679-64023-1.
- Twining, Merrill B. (1996). No Bended Knee: The Battle for Guadalcanal. Novato, California: Presidio Press. ISBN 0-89141-549-1.

## Eksterne kilder
- Anderson, Charles R. (1993). Guadalcanal. The U.S. Army Campaigns of World War II. United States Army Center of Military History. CMH Pub 72-8. Arkiveret fra originalen 20. december 2007. Hentet 2006-07-09.
- Cagney, James (2005). "The Battle for Guadalcanal". HistoryAnimated.com. Arkiveret fra originalen (javascript) 26. maj 2012. Hentet 2006-05-17.- Interactive animation of the battle
- Chen, C. Peter (2004-2006). "Guadalcanal Campaign". World War II Database. Hentet 2006-05-17.
- Flahavin, Peter (2004). "Guadalcanal Battle Sites, 1942–2004". Hentet 2006-08-02.- Site med mange billeder af kamppladser på Guadalcanal i 1942 og hvordan de ser ud i dag.
- Hirose (full name not available) (2007). "Report of a Japanese soldier who was wounded in this battle at hill 80" (engelsk og tysk). Hentet 2007-06-24.
- Hoffman, Jon T. (1995). "Edson's Ridge" (brochure). From Makin to Bougainville: Marine Raiders in the Pacific War. Marine Corps Historical Center. Hentet 2006-11-21.
- Hoffman, Jon T. (1995). "Tasimboko" (brochure). From Makin to Bougainville: Marine Raiders in the Pacific War. Marine Corps Historical Center. Hentet 2006-11-21.
- Hoffman, Jon T. "Silk Chutes and Hard Fighting: US Marine Corps Parachute Units in World War II: Edson's Ridge". Commemorative series. Marine Corps History and Museums Division. s. 1. Hentet 26. december 2006.
- Hoffman, Jon T. "Silk Chutes and Hard Fighting: US. Marine Corps Parachute Units in World War II: Tasimboko". Commemorative series. Marine Corps History and Museums Division. s. 1. Hentet 26. december 2006.
- Hough, Frank O.; Ludwig, Verle E.; Shaw, Henry I., Jr. "Pearl Harbor to Guadalcanal". History of U.S. Marine Corps Operations in World War II. Hentet 2006-05-16.
- Miller, John Jr. (1995) [1949]. Guadalcanal: The First Offensive. United States Army in World War II. United States Army Center of Military History. CMH Pub 5-3. Arkiveret fra originalen 25. december 2007. Hentet 2006-07-04.
- Shaw, Henry I. (1992). "First Offensive: The Marine Campaign For Guadalcanal". Marines in World War II Commemorative Series. Hentet 2006-07-25.
- Zimmerman, John L. (1949). "The Guadalcanal Campaign". Marines in World War II Historical Monograph. Hentet 2006-07-04.